# هایپر موزیک/احساس خوب
«هایپر موزیک/احساس خوب» (به انگلیسی: Hyper Music/Feeling Good) تک‌آهنگی از میوز است. این تک‌آهنگ در آلبوم ریشه‌های تقارن قرار داشت.